# Simili (canção)
"Simili" é uma canção gravada pela cantora e compositora Laura Pausini, para o seu décimo segundo álbum de estúdio homônimo, Simili (2015). A canção foi escrita pela própria Pausini em parceria com Niccolò Agliardi, e foi lançada como segundo single do álbum na Itália, em 27 de novembro de 2015, pela Atlantic. Paralelamente a seu lançamento, "En La Puerta de al Lado", foi lançada como segunda canção de trabalho em países da América Hispânica, Estados Unidos e Espanha.

## Lançamento
Durante uma transmissão ao vivo através de seu perfil oficial na rede social estadunidense Facebook, Laura anunciou que em breve lançaria uma nova canção de trabalho na Itália, enquanto a versão em espanhol de "Lato destro del cuore" se manteria nos demais países, devido ao seu bom desempenho. Através de uma nota oficial em seu site, Laura anunciou o lançamento de "Simili", canção homônima e leitmotiv do projeto.

## Videoclipe
O lançamento da canção foi acompanhada de um videoclipe dirigido por Leandro Manuel Emede e Nicolò Cerioni e foi gravado no jardim de uma vila italiana, em Stra, e em um complexo de labirinto.

## Divulgação
Com o objetivo de promover o álbum, Laura Pausini teve um especial dedicado ao projeto no canal de televisão italiano Rai 1. Intitulado "A Maravilha de Ser Semelhante" ("La meraviglia di essere simili", em italiano), que é trecho da canção que dá nome ao álbum. Ele se tornou o programa mais visto da emissora no dia e, nele, Laura cantou ao vivo, pela primeira vez, "Simili".

## Desempenho
O single recebeu disco de ouro na Itália e o seu videoclip é o mais visualizado (em língua italiana) da cantora no YouTube. 
| Parada (2015)    | Melhor posição |
| ---------------- | -------------- |
| Itália (FIMI)    | 43             |
| Itália (Airplay) | 10             |